# كاثلين آيرتس
كاثلين آيرتس هي مغنية وممثلة بلجيكية، ولدت في 18 يونيو 1978 في بلجيكا.

## وصلات خارجية
- كاثلين آيرتس على موقع IMDb (الإنجليزية)
- كاثلين آيرتس على موقع ميوزك برينز (الإنجليزية)
- كاثلين آيرتس على موقع ميوزك برينز (الإنجليزية)
- كاثلين آيرتس على موقع ديسكوغز (الإنجليزية)
- كاثلين آيرتس على موقع قاعدة بيانات الفيلم (الإنجليزية)